# Mercedes-Benz OM629 двигун
| OM629                          | OM629                                 |
| ------------------------------ | ------------------------------------- |
|                                |                                       |
| Виробник:                      | Mercedes-AMG                          |
| Марка:                         | OM629                                 |
| Тип:                           | 75° V8 Нагнітач зі змінною геометрією |
| Робочий об'єм:                 | 4.0 л - (3,996 куб.см) см3            |
| Максимальна потужність:        | 302–315 к.с. к.с. (225–235 кВт кВт )  |
| Максимальний обертовий момент: | 700–730 Н⋅м (516–538 lb⋅ft) Н·м       |
| Циліндрів:                     | 8                                     |
| Клапанів:                      | 32                                    |
| Хід поршня:                    | 86 мм (3.39 дюйма) мм                 |
| Діаметр циліндра:              | 86 мм (3.39 дюйма) мм                 |
| Ступінь стиску:                | 17.0:1                                |
| Система живлення:              | Common Rail                           |
| Охолодження:                   | Рідинне охолодження                   |
| Газорозподільний механізм:     | DOHC, 4 клапана на циліндр            |
| Матеріал блоку циліндрів:      | Алюмінієві сплави                     |
| Матеріал ГБЦ:                  | Алюмінієві сплави                     |
| Тактність (число тактів):      | 4                                     |
| Рекомендоване паливо:          | Дизельне паливо                       |

Mercedes-Benz OM629 — дизельний 4-тактний двигун V8, внутрішнього згоряння з кутом розвалу 75°, 32 клапанами та об‘ємом 4,0 літра (3 996 куб.см), який використовувався у 2000-х роках. Це перший у світі алюмінієвий дизельний двигун V8.

## Дизайн
Блок має алюмінієвий картер і головки циліндрів. Він використовує алюмінієве піщане лиття в конструкції опорної плити (розділеної на висоті колінчастого вала) з мокрими гільзами циліндрів, виготовленими з чавуну.
Корінні опори посилені, відлиті з високоякісного чавуну GGG. Замість звичайного кута 90° між рядами циліндрів було обрано кут 75° через наявність простору для встановлення двигуна. Наслідком цього специфічного кута є вільні сили інерції першого порядку. Щоб компенсувати це, OM628 і OM629 використовують балансирний вал, розташований у клітці двигуна. Для забезпечення рівномірних інтервалів спрацьовування колінчастого вала використовує розрізні шатунні пальці. Двигун використовує відстань між циліндрами 97,0 мм.
У двигуні використовуються подвійні верхні розподільні вали на кожному ряду з чотирма клапанами на циліндр, які керуються гідравлічними штовхачами. Кожен ряд циліндрів використовує турбокомпресор зі змінною геометрією. Стиснене повітря з них охолоджується повітряно-водяним теплообмінником із додатковим контуром холодної води.

## Моделі
| Двигун | Потужність                  | Об/хв | Крутний момент | Об/хв     | Роки      |
| ------ | --------------------------- | ----- | -------------- | --------- | --------- |
| OM629  | 225 кВт (306 PS; 302 к. с.) | 3600  | 700 Нм         | 2000–2600 | 2006–2010 |
| OM629  | 231 кВт (314 PS; 310 к. с.) | 3600  | 730 Нм         | 2200      | 2005–2009 |
| OM629  | 235 кВт (320 PS; 315 к. с.) | 3600  | 730 Нм         | 2200      | 2006–2010 |

### OM629 (версія 225 кВт)
- 2006–2009 X164 GL420 CDI
- 2007–2009 W164 ML420 CDI
- 2009–2010 X164 GL450 CDI
- 2009–2010 W164 ML450 CDI

### OM629 (версія 231 кВт)
- 2005–2009 W211 E420 CDI

### OM629 (версія 235 кВт)
- 2006–2009 W221 S420 CDI
- 2009–2010 W221 S450 CDI